# 柳沢政位
柳沢 政位（やなぎさわ まさたか）は、江戸時代中期から後期にかけての旗本。通称は弥三郎、のち六郎左衛門。号は清閑。
柳沢安長の長男。母は旗本飯塚昭之の娘。妻は大和郡山藩士柳沢正春の養女。
文化5年2月1日（1808年2月26日）、大和郡山藩主柳沢家と両敬の取扱いとなった。
政位の致仕後、長男の政倚が家督を継いだ。

## 年表
※日付は旧暦
- 寛政6年（1794年）11月14日 - 書院番の番士となる
- 寛政9年（1797年）12月26日 - 父・安長の死去に伴い家督を相続する
- 文化5年（1808年）2月1日 - 大和郡山藩主・柳沢家と両敬の取扱いとなる
- 文化5年（1808年）4月6日 - 致仕。子の政倚が家督を継ぐ。